# Heggadihalli, Hassan
Heggadihalli là một làng thuộc tehsil Hassan, huyện Hassan, bang Karnataka, Ấn Độ.